# Spoorlijn Essen-Kray Nord - Gelsenkirchen
De spoorlijn Essen-Kray Nord - Gelsenkirchen is een Duitse spoorlijn en is als spoorlijn 2168 onder beheer van DB Netze.

## Geschiedenis
Het traject werd door de Rheinische Eisenbahn-Gesellschaft geopend op 13 februari 1872. in 1907 werd een meer rechtstreeks tracé in gebruik genomen ter hoogte van de mijnbouwzetel Bonifacius. 

## Treindiensten
De Deutsche Bahn verzorgt het personenvervoer op dit traject met ICE, IC, RE en RB treinen.
| Serie    | Treinsoort                        | Route | Bijzonderheden |
| -------- | --------------------------------- | --- | --- |
| ICE 1    | InterCityExpress (DB Fernverkehr) | Köln Hbf – Düsseldorf Hbf – Duisburg Hbf – Essen Hbf – Hamburg Hbf – Hamburg Dammtor – Hamburg-Altona | |
| IC/EC 32 | Intercity (DB Fernverkehr)        | [ [ Ostseebad Binz – Stralsund Hbf – Greifswald ] / [ Seebad Heringsdorf – Zinnowitz ] – Züssow – Pasewalk – Angermünde – Berlin Gesundbrunnen ] / [ Dresden Hbf – Berlin Südkreuz – Berlin Hbf ] – Berlin-Spandau – Stendal Hbf – Wolfsburg Hbf – Hannover Hbf – [ Herford – Bielefeld Hbf – Gütersloh Hbf – Hamm (Westf) – Dortmund Hbf – Bochum Hbf – Essen Hbf – Mülheim (Ruhr) Hbf ] / [ Osnabrück Hbf – Münster Hbf – Recklinghausen Hbf – Wanne-Eickel Hbf – Gelsenkirchen Hbf – [ Essen Hbf – Mülheim (Ruhr) Hbf ] / [ Oberhausen Hbf ] ] – Duisburg Hbf – [ [ Krefeld Hbf ] / [ Düsseldorf Flughafen – Düsseldorf Hbf – Neuss Hbf ] – Mönchengladbach Hbf – Aachen Hbf ] / [ Düsseldorf Flughafen – Düsseldorf Hbf – Köln Hbf – Bonn Hbf – Remagen – Andernach – Koblenz Hbf – Bingen (Rhein) Hbf – Mainz Hbf – Worms Hbf – Mannheim Hbf – Heidelberg Hbf – Vaihingen (Enz) – Stuttgart Hbf – [ Reutlingen – Tübingen ] / [Plochingen – Göppingen – Ulm Hbf – [ Biberach (Riß) – Ravensburg – Friedrichshafen Stadt – Lindau Hbf – Bregenz – Dornbirn – Feldkirch – Bludenz – Landeck-Zams – Imst-Pitztal – Telfs-Pfaffenhofen – Innsbruck Hbf ] / [ Günzburg – Augsburg Hbf – München-Pasing – München Hbf – Rosenheim – Bad Endorf – Prien a Chiemsee – Traunstein – Freilassing – Salzburg Hbf – Golling-Abtenau – Bischofshofen – St. Johann im Pongau – Schwarzbach-St. Veit – Dorfgastein – Bad Hofgastein – Bad Gastein – Mallnitz-Obervellach – Spittal-Milstättersee – Villach Hbf – Velden am Wörthersee – Pörtschach am Wörthersee – Krumpendorf am Wörthersee – Klagenfurt Hbf ] ] | 's Zomers één trein per richting per week tussen Keulen en Binz/Heringsdorf. Enkele treinen tussen Hannover en Essen via Münster. Één trein per dag vanaf Ulm naar Innsbruck. Doordeweeks één trein per dag vanaf Stuttgart naar Tübingen. |
| FLX 20   | FLX (Flixtrain)                   | Köln Hbf – Düsseldorf Hbf – Duisburg Hbf – Essen Hbf – Gelsenkirchen Hbf – Münster Hbf – Osnabrück Hbf – Hamburg-Harburg – Hamburg Hbf | [ 1 ] |
| RE 2     | Regional-Express (DB Regio NRW)   | Osnabrück Hbf – Münster Hbf – Recklinghausen Hbf – Wanne-Eickel Hbf – Gelsenkirchen Hbf – Essen Hbf – Duisburg Hbf – Düsseldorf Hbf | Rhein-Haard-Express |
| RE 42    | Regional-Express (DB Regio NRW)   | Mönchengladbach Hbf – Viersen – Krefeld Hbf – Duisburg Hbf – Essen Hbf – Gelsenkirchen Hbf – Wanne-Eickel Hbf – Recklinghausen Hbf – Münster (Westf) Hbf | Niers-Haard-Express |

### S-Bahn Rhein-Ruhr
Op het traject rijdt de S-Bahn Rhein-Ruhr de volgende routes:
| Serie | Treinsoort            | Route | Bijzonderheden |
| ----- | --------------------- | --- | -------------- |
| S 2   | S-Bahn (DB Regio NRW) | Duisburg Hbf – Oberhausen Hbf – Essen-Altenessen – (Essen Hbf – / ) Gelsenkirchen Hbf – Wanne-Eickel Hbf – (Recklinghausen Hbf – / ) Herne – Castrop-Rauxel Hbf – Dortmund Hbf |                |

## Aansluitingen
In de volgende plaatsen is of was er een aansluiting op de volgende spoorlijnen:
Essen-Kray Nord
DB 2163, spoorlijn tussen Essen Hauptbahnhof en Essen-Kray Nord
DB 2209, spoorlijn tussen Essen-Kray Nord en Wanne-Eickel
DB 2505, spoorlijn tussen Krefeld en Bochum
Gelsenkirchen-Rotthausen
DB 2234, spoorlijn tussen Gelsenkirchen-Rotthausen en Gelsenkirchen-Schalke Süd
DB 2237, spoorlijn tussen Gelsenkirchen-Rotthausen en Gelsenkirchen
Gelsenkirchen Hbf
DB 2230, spoorlijn tussen de aansluiting Hessler en Wanne-Eickel
DB 2231, spoorlijn tussen Gelsenkirchen en Wanne-Eickel
DB 2232, spoorlijn tussen Gelsenkirchen-Wattenscheid en Wanne-Eickel
DB 2237, spoorlijn tussen Gelsenkirchen-Rotthausen en Gelsenkirchen
DB 2238, spoorlijn tussen Gelsenkirchen en de aansluiting Pluto
DB 2239, spoorlijn tussen Gelsenkirchen en Wanne-Eickel
DB 2650, spoorlijn tussen Keulen en Hamm

## Elektrische tractie
Het traject werd in 1962 geëlektrificeerd met een wisselspanning van 15.000 volt 16⅔ Hz.